# Liga Nacional de Polo Acuático de Venezuela
La Liga venezolana de waterpolo masculino es la competición de waterpolo entre clubes de Venezuela. Organizada por la Liga Nacional de Polo Acuático, está jerarquizada en una sola categoría en la que participan ocho franquicias de Venezuela. 

## Historia
El proyecto de liga fue presentado por uno de los mejores entrenadores del país Gilberto Cáceres (actual presidente de liga) que junto a reconocidos entrenadores y exjugadores de Venezuela como Esteban Álvarez, David Ciociola y Miguel Piña.
Que en el mes de noviembre del año 2010 relanzaron la liga pero con ideas frescas y cambios muy importantes para el bien de este deporte en el país. 
Este torneo nacional siempre tendrá el apoyo del Comité Olímpico Venezolano (COV), el Ministerio del Poder Popular para el Deporte (Mindeporte) y la Federación Venezolana de Deportes Acuáticos Feveda.
En la primera temporada se contara con seis equipos rimera ,tendrá una duración de tres meses, en los cuales los conjuntos participantes se medirán en la ronda eliminatoria. Los dos mejores equipos de la fase regular clasificarán a la final del torneo.

### Junta directiva
- Presidente: Gilberto Cáceres
- Vicepresidentes: Esteban Álvarez
- Secretario: David Ciociola
- Gerente de comercialización: Miguel Piña

## Palmarés
| Año  | Sede    | Oro                        | Plata                      | Bronce                                 |
| ---- | ------- | -------------------------- | -------------------------- | -------------------------------------- |
| 2011 | Caracas | Pulpos de Miranda          | Deportivo Distrito Capital | Duros de Lara ; Barracudas de Valencia |
| 2012 | Caracas | Pulpos de Miranda          | Delfines de Aragua         |                                        |
| 2013 | Valera  | Trujillanos Waterpolo Club | Duros de Lara              | Deportivo Anzoátegui                   |

### Títulos por equipo
| Equipo                        | Títulos | Subcampeón | Años campeón |
| ----------------------------- | ------- | ---------- | ------------ |
| Pulpos de Miranda             | 2       | 0          | 2011, 2012   |
| Trujillanos Voleibol Club     | 1       | 0          | 2013         |
| Anguilas del Distrito Capital | 0       | 1          |              |
| Delfines de Aragua            | 0       | 1          |              |
| Duros de Lara                 | 0       | 1          |              |

## Equipos
| Club                         | Ciudad       | Estado           |
| ---------------------------- | ------------ | ---------------- |
| Pirañas de Carabobo          | Valencia     | Carabobo         |
| Delfines de Aragua           | Maracay      | Aragua           |
| Duros de Lara                | Barquisimeto | Lara             |
| Pulpos de Miranda            | Miranda      | Miranda          |
| Cangrejos de Vargas          | Vargas       | Vargas           |
| Anguilas de Distrito Capital | Caracas      | Distrito Capital |
| Caimanes de Sucre            | Cumaná       | Sucre            |
| Orcas de Yaracuy             | San Felipe   | Yaracuy          |